# Los Angeles Sparks 2000
La stagione 2000 delle Los Angeles Sparks fu la 4ª nella WNBA per la franchigia.
Le Los Angeles Sparks vinsero la Western Conference con un record di 28-4. Nei play-off vinsero la semifinale di conference con le Phoenix Mercury (2-0), perdendo poi la finale di conference con le Houston Comets (2-0).

## Roster
| N° | Naz.                    | Ruolo | Sportivo             | Anno | Alt. | Peso |
| -- | ----------------------- | ----- | -------------------- | ---- | ---- | ---- |
| 00 | Stati Uniti (bandiera)  | A     | La'Keshia Frett      | 1975 | 191  | 77   |
| 4  | RD del Congo (bandiera) | G     | Mwadi Mabika         | 1976 | 180  | 75   |
| 5  | Stati Uniti (bandiera)  | G     | Allison Feaster      | 1976 | 180  | 76   |
| 8  | Stati Uniti (bandiera)  | C     | DeLisha Milton       | 1974 | 185  | 75   |
| 9  | Stati Uniti (bandiera)  | C     | Lisa Leslie          | 1972 | 196  | 77   |
| 10 | Stati Uniti (bandiera)  | G     | Nicky McCrimmon      | 1972 | 173  | 57   |
| 15 | Stati Uniti (bandiera)  | G     | Ukari Figgs          | 1977 | 175  | 64   |
| 17 | Croazia (bandiera)      | A     | Vedrana Grgin        | 1975 | 188  | 73   |
| 21 | Stati Uniti (bandiera)  | G     | Tamecka Dixon        | 1975 | 175  | 67   |
| 31 | Stati Uniti (bandiera)  | C     | Paige Sauer          | 1977 | 193  | 92   |
| 33 | Mozambico (bandiera)    | C     | Clarisse Machanguana | 1976 | 196  | 82   |

## Staff tecnico
- Allenatore: Michael Cooper
- Vice-allenatori: Marianne Stanley, Glenn McDonald